# Dark Messiah of Might and Magic
Dark Messiah of Might and Magic er et action-computerrollespil i førstepersons-perspektiv fra 2006, udviklet af Arkane Studios og Floodgate Entertainment. Spillet er udgivet af Ubisoft og har også en multiplayer-del udviklet af Kuju Entertainment. I 2008 blev det også udgivet til Xbox 360.
I spillet styrer man Sareth, der er lærling under magikeren Phenrig, som del af en ekspedition bliver sendt til byen Stonehelm, for at få fat på en magisk artefakt kaldet "The Skull of Shadows", før en gruppe nekromantikere gør.

## Gameplay
Spillet begynder med en tutorial, hvor man henter en krystal, og derefter drager man ud for at hente "The Skull of Shadows". Figuren Sareth styres på forskellige måde; som warrior, rogue eller magiker, der alle har traditionelle egenskaber forbundet med professionen.